# Lennard Bertzbach
Lennard Bertzbach (* 24. Januar 1988 in Bremen) ist ein deutscher Schauspieler, Musiker und Sänger.

## Biografie
Lennard Bertzbach wuchs mit seinen Eltern Tobias Bertzbach und Gelaga Böger-Bertzbach und seinen drei Geschwistern auf einem Bauernhof in Quelkhorn bei Bremen auf. Schon in jungen Jahren spielte er in der Theatergruppe Am Mühlenberg unter anderem Tom Sawyer in Huckleberry Finn oder den Dentist in Der kleine Horrorladen. Lennard Bertzbach spielt Gitarre, Klavier und Schlagzeug.
Entdeckt wurde er von Produzenten, die eine Aufzeichnung seines selbst komponierten und von der Theatergruppe Mühlenberg aufgeführten Musicals Destination anywhere sahen. Daraufhin bekam er nach einigen Probeaufnahmen einen Vertrag bei einer Schauspieleragentur, die ihm schließlich auch zu seiner ersten großen Rolle in Die Wilden Kerle 2 verhalf. Bertzbach studiert Philosophie und moderiert seit 2010 Radiosendungen im Bürgerrundfunk Radio Weser.TV.

## Filme

### Kino
- 2005: Die Wilden Kerle 2
- 2006: Französisch für Anfänger
- 2008: Die Welle

### Fernsehen
- 2005: Hallo Robbie! „Hoffnungslächeln“ & „Gewitter“
- 2007: Die Pfefferkörner (60) „Die Kakerlakenbombe“
- 2008: Großstadtrevier (264) „Schatten der Vergangenheit“
- 2012: Küstenwache (240) „Unter dem Totenkopf“
- 2010 & 2014: Die Fallers – Eine Schwarzwaldfamilie mehrere Folgen als Daniel von der Break-Initiative, später Jenny Fallers Freund.